# Düsseldorfer SK
Düsseldorfer SK, pełna nazwa Düsseldorfer Schachklub 1914/25 – niemiecki klub szachowy z siedzibą w Düsseldorfie, mistrz kraju z 2025 roku.

## Historia
Klub powstał w 1992 roku poprzez połączenie Düsseldorfer SG i DSG Rochade 1925. W 2013 roku klub awansował do 2. Bundesligi, jednak po sezonie 2013/2014 spadł do Oberligi. W 2016 roku zespół powrócił do 2. Bundesligi. W 2018 roku Düsseldorfer SK uzyskał awans do Bundesligi. W sezonie 2018/2019 klub spadł z Bundesligi. W roku 2021 powrócił do najwyższej ligi niemieckiej. W 2022 roku klub ponownie spadł z Bundesligi, powrócił do niej dwa lata później. W sezonie 2024/2025 klub zdobył mistrzostwo kraju. W składzie drużyny znajdowali się wówczas m.in. Arjun Erigaisi, Jan Niepomniaszczi, Wesley So, Wei Yi, Anish Giri, Javohir Sindarov, Andriej Jesipienko, Jorden van Foreest, Raunak Sadhwani, Wiktor Bołogan i Jan Gustafsson.

## Arcymistrzowie w historii klubu
- Jewgienij Agrest[12]
- Jewgienij Aleksiejew[13]
- Ulf Andersson[14]
- Tamás Bánusz[12]
- Aleksander Bierełowicz[15]
- Wiktor Bołogan[16]
- Anton Demczenko[13]
- Leinier Dominguez[16]
- Arjun Erigaisi[16]
- Anish Giri[11]
- Vidit Gujrathi[16]
- Dommaraju Gukesh[16]
- Jan Gustafsson[11]
- Ravi Haria[12]
- Andriej Jesipienko[16]
- Feliks Lewin[12]
- Jan Niepomniaszczi[11]
- Andriej Orłow[13]
- Rameshbabu Praggnanandhaa[16]
- Raunak Sadhwani[11]
- Javohir Sindarov[11]
- Wesley So[11]
- Justin Tan[12]
- Jan Timman[15]
- Siergiej Tiwiakow[12]
- Jorden van Foreest
- Anatolij Wajser[13]
- Wei Yi[11]
- Andrij Wołokitin[12]
- Yu Yangyi[11]